# Судаков Євген Борисович
Судаков Євген Борисович (рос. Судаков Євгений Борисович; 9 квітня 1963, Желєзногорськ, Красноярський край) — російський професійний боксер, рефері, призер чемпіонатів світу та Європи серед аматорів.

## Спортивна кар'єра
Євген Судаков народився в місті Желєзногорськ Красноярського краю, а коли йому було тринадцять років його сім'я переїхала до міста Димитровград Ульяновської області, де він з п'ятнадцяти років розпочав заняття боксом.
Першого успіху досяг 1981 року, коли став чемпіоном РРФСР. В наступні роки завойовував це звання ще п'ять разів.
1985 року став бронзовим призером чемпіонату СРСР, 1986 — срібним. 1989 року Євген Судаков став чемпіоном СРСР.
На чемпіонаті Європи 1989 програв у першому бою Арнольду Вандерліде (Нідерланди).
На чемпіонаті світу, який того року проходив у Москві, здобувши перемоги над Желько Мавровичем (Югославія), Анджеєм Ґолотою (Польща) та Бертом Тойхертом (ФРН), вийшов до фіналу, в якому програв кубинцю Феліксу Савону — 8-18.
1990 року Судаков завоював Кубок СРСР і срібну медаль на Іграх доброї волі.
1991 року вдруге став чемпіоном СРСР, а на чемпіонаті Європи завоював бронзову медаль, програвши у півфіналі Арнольду Вандерліде (Нідерланди) — 11-22.
1992 року на чемпіонаті СНД зайняв перше місце і отримав місце у складі Об'єднаної команди на Літні Олімпійські ігри 1992, але вже у Барселоні був дискваліфікований через пропуск офіційного передолімпійського турніру AIBA.
Восени 1992 року Судаков перейшов до професійного боксу і провів чотири переможних боя в Україні, а в грудні 1993 року виступив у США, де програв місцевому олімпійському чемпіону 1984 Тайреллу Біггс.
Повернувшись у Росію, спробував себе рефері. 1997 року став суддею міжнародної категорії, обслуговував бої на Олімпіадах у Афінах та Пекіні. Пізніше займався викладацькою діяльністю, працював у Федерації боксу Росії віце-президентом, членом президіуму, виконавчим директором.